# Megamphopus palmatus
Megamphopus palmatus är en kräftdjursart. Megamphopus palmatus ingår i släktet Megamphopus och familjen Isaeidae. Inga underarter finns listade i Catalogue of Life.